# Otávio Hamilton Tavares Barreto
Otávio Hamilton Tavares Barreto (1871 — 10 de outubro de 1941) foi bacharel em Direito, magistrado, professor e político brasileiro.

## Biografia
Nasceu numa família influente de Pernambuco, filho que era de Margarida de Gouveia Tavares Barreto e do advogado e político Joaquim Tavares de Melo Barreto.
Formado em Direito pela Faculdade de Recife, em 1893, exerceu o Ministério Público no Rio Grande do Norte e em Pernambuco, tendo ainda ocupado, neste último estado, o cargo de procurador seccional da república. Em 1908, ingressou no corpo docente da Faculdade de Direito de Recife, onde lecionou durante 30 anos.
Também exerceu profícua atividade política. Exerceu o mandato de deputado estadual de 1892 a 1894. Voltou à Assembleia Estadual na legislatura de 1910-1912, interrompendo suas atividades políticas para reatá-las em 1919, quando eleito novamente. Entre 1919 e 1923, foi presidente da Assembleia Legislativa estadual e, como tal, substituiu, entre 28 de outubro de 1920 e 3 de junho de 1921, o governador José Rufino Bezerra Cavalcanti, que, enfermo, retirara-se para o Rio de Janeiro. Sucedeu-o no cargo Severino Marques de Queirós Pinheiro, até a posse do governador eleito Sérgio Teixeira Lins de Barros Loreto, em 18 de outubro de 1922.
Em 1924, foi eleito deputado federal por Pernambuco. Assumiu sua cadeira na Câmara dos Deputados no Rio de Janeiro, então distrito federal, em maio desse ano e exerceu o mandato até dezembro de 1926. Em 1927, foi reeleito, permanecendo na Câmara até o fim da legislatura, em 1929. Afastou-se da política depois do Golpe de 1930, dedicando-se inteiramente ao ensino. Foi jubilado em 1939.
Tavares faleceu dois anos depois, aos 70 anos. Foi casado com Maria Amália Gomes Tavares, deixando desse casamento uma única filha, Alina Tavares Barreto. Seus restos mortais foram sepultados no Cemitério de Santo Amaro, em Recife.